# Parafia św. Mikołaja w Zaleszanach
Parafia pw. św. Mikołaja Biskupa w Zaleszanach – parafia rzymskokatolicka znajdująca się w diecezji sandomierskiej w dekanacie Gorzyce. 
Erygowana w 1241. Mieści się pod numerem 55. Parafię prowadzą księża diecezjalni.
Proboszczami parafii na początku XXI wieku byli ks. Bolesław Wodyński do śmierci 29 sierpnia 1906 i jego następca ks. Stanisław Malinowski, którzy dokonali budowy kościoła, konsekrowanego w 1912.